# 高雄市公車高旗甲仙快線
高雄市公車高旗甲仙快線（E32），原為高雄客運8032公路客運路線，由高雄客運營運。起點站為高雄車站，終點站為高雄客運甲仙站。

## 歷史
- 2018年7月1日由高雄客運8032路整併為高旗甲仙快線。[1]

## 停站
參見右側路線圖